# Église Saint-Pierre de Varen
L'église Saint-Pierre de Varen est une église catholique romane située à Varen, en France.

## Localisation
L'église est située dans le département français de Tarn-et-Garonne, sur la commune de Varen.

## Historique
Construite à la fin du XIe siècle, elle faisait partie du système défensif de la ville, sa façade servant de mur d'enceinte. La porte latérale a été ouverte en 1758; la porte principale fut percée en 1802, après la disparition des fossés. L'ancien portail communiquait avec le bourg par le chevet de l'église, il fut muré au XVIe siècle : il en reste deux chapiteaux de facture archaïque représentant saint Michel terrassant le dragon (à gauche) et Samson ouvrant la gueule du lion (à droite).

## Description
Un sobre clocher sur plan carré surmonte le chœur plat entre deux absidioles semi-circulaires. Le bas-côté droit, épaulé par d'énormes arcs-boutants, comporte de nombreuses baies. Le vaisseau, de style roman très pur, comprend une longue nef aveugle, à neuf travées séparées des bas-côtés par des piles carrées: le chœur est orné d'intéressants chapiteaux à motif végétaux, entrelacs, animaux affrontés, chérubins encadrant l'arbre de vie, et de stalles du XVIIe siècle.

## Protection
L'édifice est classé au titre des monuments historiques en 1846.